# Нікуліна Анастасія Олегівна
Анастасія Олегівна Нікуліна (23 вересня 1989 року, Львів) — українська письменниця, інстаблогерка, книжкова оглядачка та лауреатка літературних премій. Працює у різних жанрах. Авторка книг «Відбій повітряної тривоги» (з Олександром Греховим), «Я іду шукати» та «Більше нікому» (з Олегом Бакуліним), «Завірюха», «Зграя», «Сіль для моря або Білий кит»,  «Викрадачі снігу» та низки збірок. 
Дебютний роман авторки «Сіль для моря або Білий кит» здобув міжнародну українсько-німецьку літературну премію імені Олеся Гончара 2018 року у номінації «Проза». Сценарій за мотивами книги увійшов до переліку кінопроєктів-переможців Одинадцятого конкурсного відбору Держкіно. Був екранізований у 2021-му році режисеркою Сніжаною Гусаревич. 
Народилася та проживає у Львові. Навчалася у Львівській українській гімназії з поглибленим вивченням іноземних мов та українознавства і згодом закінчила факультет міжнародних економічних відносин ЛНУ ім. І. Франка.
Веде блог за ніком @innspirit у Інстаграмі та тікток @dominatrixmuse.

## Нагороди та відзнаки
- У 2016 році здобула перемогу в Міжнародному конкурсі «Коронація слова» в номінації «П'єси для дітей» з п'єсою для старшого шкільного віку «Завірюха».[2]
- У 2018 році здобула міжнародну українсько-німецьку літературну премію імені Олеся Гончара у номінації «Проза» та відзнаку «Найкраща книга для підлітків» за підсумками року премії «Глиняний кіт — 2018» за книгу «Сіль для моря, або Білий Кит».
- Номінація короткий список BBC Дитяча книга року за книгу "Зграя" 2018 року.[3]
- Переможець премії "Еспресо. Вибір читачів 2019" у категорії "Найкраща книжка для дітей і підлітків" "Зграя".
- У 2019 році сценарій за книгою «Сіль для моря, або Білий Кит» увійшов до переліку кінопроектів-переможців Одинадцятого конкурсного відбору Держкіно у категорії «Ігрові короткометражні фільми-дебюти». Виробник ТОВ «АП ЮЕЙ СТУДІО». Режисер-постановник Сніжана Гусаревич. Екранізовано[4] у 2021 році.
- У 2019 році за мотивами книги  Анастасії Нікуліної «Сіль для моря, або білий кит» акторська школа «Пармезан» з міста Хмельницький поставила соціально-драматичну виставу «Сіль для моря». За постановку твору школа отримала Гран-прі першого регіонального  фестивалю-конкурсу дитячих театральних колективів «Крила» імені Народного артиста України Богдана Ступки та Приз глядацьких симпатій. Керівник Анастасія Строян. Отримали першу премію фестивалю «Золота маска» та відзнаку за «Кращу режисерську роботу». У цьому ж році перше місце в номінації «Дитячий театр», «Актуальність драматичного матеріалу та відповідність постановки віку акторів» та «За високий рівень режисерської роботи» на Третьому фестивалі українського аматорського театру «День театру» у Києві. Гран-прі у «Мельпомена Фест 2019».
- У 2022 році книга «Я іду шукати»[5] здобула перемогу у всеукраїнському рейтингу «Книжка року-2022», номінація «Дитяче свято».